# Макија ал Монте (Бари)
Макија ал Монте (итал. Macchia al Monte) је насеље у Италији у округу Бари, региону Апулија.
Према процени из 2011. у насељу је живело 202 становника. Насеље се налази на надморској висини од 85 м.